# قانون التكامل الإقليمي
قانون التكامل الإقليمي عبارة عن فرع من فروع التشريع التي تهدف إلى تحليل التأثير المتنامي للكيانات الإقليمية مثل الاتحاد الأوروبي والنافتا (NAFTA) حول القوانين القومية للدول الموقعة على الاتفاقية، خصوصًا فيما يتعلق بالقانون التجاري العام والخاص.

## وصلات خارجية
- World Bank list of links
- Jean Monnet Center database of 40,000 articles